# 倫敦郡
倫敦郡（英語：County of London）是一個存在於1889年至1965年間的英格蘭的郡，相當於今天的內倫敦。本身是根據《1888年當地政府法令》選出郡政府的一個郡，由倫敦郡议会管理，最初郡议会只有很少的一部份職能，後來才慢慢壯大起來。郡议会很少參與管理倫敦市的事務，而是交由之前就存在的倫敦市法團。1900年其下的行政單位按照《1855年都會管理法令》劃分為28個自治市。1961年時倫敦郡的面積約有74,903英畝（303.12平方）。在其存在期間，人口持續下降，大多數居民都搬到了其他地區居住。當地政府則一直試圖擴大倫敦郡的管轄範圍，但多次以失敗告終。1965年倫敦郡依照《1963年倫敦政府法令》被範圍更大的大倫敦取代。

## 地理
倫敦郡面積約有75,000英畝，處在倫敦盆地之內。被泰晤士河分成南北兩個部份。東北與埃塞克斯郡、東南與肯特郡、西南與薩里郡、北部與米德爾塞克斯郡接壤。最高點是北部的漢普斯特德荒野，海拔440英尺（134）。

## 歷史

### 創建
倫敦當地政府自1855年開始進行改革。因此大都会工程委员会也應運而生，為都會區提供基礎設施服務。漸漸地該委員會成爲了當地實質性的管理機構和服務提供者。為方便死亡週報表的發佈，註冊總署將米德爾塞克斯郡、薩里郡和肯特郡的一部份標記為都會區（the Metropolis），而倫敦工作委員會的勢力也拓展到了這裡。不過倫敦城依舊由倫敦市法團負責管理。
19世紀有數次嘗試對倫敦政府進行改革，目的主要有二。一是擴大倫敦市的管轄範圍，二即創立倫敦郡或創立十個與議會選區對應的市法團。因為倫敦市法團的強勢，這些嘗試全部以失敗告終。最終到《1888年當地政府法令》和郡政廳引入後才得以實現。這個新郡的邊界也是新劃分出來的，與1855年倫敦的實際擴張邊界亦不相符。例如撤消了西漢姆，但加入了邊境上的一些人口稀疏地區。
倫敦郡的成立是“非行政”目的的，有郡治安官（Lord Lieutenant）和郡長（High Sheriff）兩個職能不同的職位。郡政廳只有管理倫敦市的排水、道路、消防、提防和防洪等少數權力。

### 郡议会
倫敦郡由倫敦郡议会管理，此政府的權力主要繼承自都會工作委員會。但也吸收了倫敦學校委員會（London School Board）和都會難民委員會（Metropolitan Asylums Board）等專門機構。郡议会原位於Spring Gardens，1930年代搬到位於蘭貝斯的特地建造的倫敦郡政廳建築中。

### 組成
1900年，在倫敦郡政廳成立11年後，《1899年倫敦政府法令》將該郡分作28個都會自治市。這些自治市一舉取代了古代的教會委員會和地區委員會成為二級行政機構。
1. 倫敦市（不是都會自治市）

1. 威斯敏斯特都會自治市（英语：Metropolitan Borough of Westminster）
2. 霍本都會自治市（英语：Metropolitan Borough of Holborn）
3. 芬司伯里都會自治市（英语：Metropolitan Borough of Finsbury）
4. 肖迪奇都會自治市（英语：Metropolitan Borough of Shoreditch）
5. 貝斯納爾格林都會自治市（英语：Metropolitan Borough of Bethnal Green）
6. 斯特普尼都會自治市（英语：Metropolitan Borough of Stepney）
7. 柏孟塞都會自治市（英语：Metropolitan Borough of Bermondsey）
8. 南華克都會自治市（英语：Metropolitan Borough of Southwark）
9. 坎伯威爾都會自治市（英语：Metropolitan Borough of Camberwell）
10. 特德福德都會自治市（英语：Metropolita Borough of Deptford）
11. 劉易舍姆都會自治市（英语：Metropolitan Borough of Lewisham）
12. 伍爾維奇都會自治市（英语：Metropolitan Borough of Woolwich）
13. 格林威治都會自治市（英语：Metropolitan Borough of Greenwich）
14. 波普拉都會自治市（英语：Metropolitan Borough of Poplar）
15. 哈克尼都會自治市（英语：Metropolitan Borough of Hackney）
16. 斯托克紐因頓都會自治市（英语：Metropolitan Borough of Stoke Newington）
17. 伊靈斯頓都會自治市（英语：Metropolitan Borough of Islington）
18. 聖潘克拉斯都會自治市（英语：Metropolitan Borough of St Pancras）
19. 漢普斯特德都會自治市（英语：Metropolitan Borough of Hampstead）
20. 聖瑪麗伯恩都會自治市（英语：Metropolitan Borough of St Marylebone）
21. 帕丁頓都會自治市（英语：Metropolitan Borough of Paddington）
22. 肯辛頓都會自治市（英语：Metropolitan Borough of Kensington）
23. 漢默史密斯都會自治市（英语：Metropolitan Borough of Hammersmith）
24. 富勒姆都會自治市（英语：Metropolitan Borough of Fulham）
25. 旺茲沃思都會自治市（英语：Metropolitan Borough of Wandsworth）
26. 蘭貝斯都會自治市（英语：Metropolitan Borough of Lambeth）
27. 巴特西都會自治市（英语：Metropolitan Borough of Battersea）
28. 切爾西都會自治市（英语：Metropolitan Borough of Chelsea）

### 人口減少
整個存在期間，倫敦郡的人口都在不斷減少。1901年倫敦郡人口450萬，到1961年時已經只有320萬。1931年“大倫敦”（當時的倫敦警察廳轄區加上倫敦市）的居民中居住在郡內的比郡外的還要少。下表顯示的是倫敦郡所存在期間的幾次人口普查數據：
| 年份 | 中心區†   | 內環‡     | 二環§     | 倫敦郡 整體 | 大倫敦的 外環# |
| ---- | --------- | --------- | --------- | ----------- | -------------- |
| 1881 | 1,743,000 | 1,008,000 | 1,093,000 | 3,844,000   | 950,000        |
| 1901 | 1,623,000 | 1,201,000 | 1,601,000 | 4,425,000   | 1,422,000      |
| 1921 | 1,364,000 | 1,186,000 | 1,933,000 | 4,483,000   | 2,993,000      |
| 1931 | 1,260,000 | 1,163,000 | 1,976,000 | 4,399,000   | 3,807,000      |
| 1951 | 738,000   | 927,000   | 1,683,000 | 3,348,000   | 4,998,000      |

†倫敦市和柏孟塞、貝斯納爾格林、芬司伯里、霍爾本、聖馬麗伯恩、聖潘克拉斯、肖迪奇、南華克、斯特普尼和威斯敏斯特都會自治市。
‡巴特西、切爾西、伊靈斯頓、肯辛頓、蘭貝斯和帕丁頓都會自治市。
§坎伯威爾、德特福德、富勒姆、格林威治、哈克尼、漢默史密斯、漢普斯特德、劉易舍姆、波普拉、斯托克紐因頓、旺茲沃思和伍爾維奇都會自治市。
#大倫敦里居住在郡外的人口。

### 廢除
1965年倫敦被更大的大倫敦取代，後者覆蓋了幾乎整個米德爾塞克斯郡，以及薩里郡、肯特郡、埃塞克斯郡和赫特福德郡的一部份地區。此後倫敦郡便成為內倫敦。28個都會自治市也整合成了12個內倫敦自治市。

## 外部連結
- County of London boundary map